# SAM Art Projects
SAM Art Projects est une association loi de 1901 fondée et présidée par Sandra Hegedüs en 2009. Elle est destinée à promouvoir la création artistique contemporaine. SAM Art Projects décerne chaque année en décembre le prix SAM pour l'art contemporain, et organise une résidence par an pour deux artistes étrangers. L'organisme réalise également, de manière ponctuelle, des expositions « cartes blanches » auprès de galeries ou de foires d'art. 
Le projet de l'association vise à favoriser les échanges artistiques entre l'Europe et les pays émergents : 
- Le prix SAM pour l'art contemporain s'adresse aux artistes vivant en France. Il offre la possibilité de réaliser un projet en lien avec un pays situé hors des zones Europe et Amérique du Nord. Ce projet fait l'objet d'une exposition au Palais de Tokyo, chaque hiver jusqu'en 2024[3]. Les lauréats SAM font l'objet d'un catalogue.

- Les résidences ont pour but d'offrir à des artistes travaillant dans un pays émergent d'obtenir une visibilité en Europe, notamment grâce à l'organisation d'une exposition au Palais de Tokyo en juin à l'issue de leur résidence en France.

## Controverses
En 2023, le palais de Tokyo met fin à sa collaboration avec l'association autour du Prix SAM pour des raisons liés à « des conflits financiers à propos des frais de production d’expositions » ainsi que pour une demande de commission sur les ventes, point nié par Sandra Hegedüs.

## Les résidences SAM

### Objet
De 2009 à 2020, SAM Art Projects a financé et géré une résidence d’artistes à Paris qui accueillait chaque année deux artistes étrangers (issus de pays hors Europe et Amérique du Nord). SAM Art Projects mécénait le séjour de chacun des artistes dans un atelier ainsi que la production de son exposition personnelle au Palais de Tokyo, organisée à l’issue de sa résidence. 
Les résidences de SAM Art Projects fonctionnaient en deux temps : lors d’une première étape, l’artiste venait à Paris en repérage pour voir les espaces et rencontrer les curateurs du Palais de Tokyo, et pour s’imprégner de la ville, avant de revenir pour produire son œuvre sur place à Paris et au Palais de Tokyo. La durée du séjour des artistes a varié selon ses besoins. 
Début 2020, SAM Art Projects a décidé de mettre un terme au programme de résidences d’artistes. Ce programme, qui a duré 10 ans, a donné lieu à des projets audacieux.

### Artistes accueillis en résidence
- Libia Posada (Colombie), 2020
- Maxwell Alexandre (Brésil), 2020
- Felipe Arturo (Colombie), 2019
- Taus Makhacheva (en) (Russie), 2019
- Bronwyn Katz (Afrique du Sud), 2018
- Julieta Garcia Vazquez (Argentine), 2018
- Gareth Nyandoro (Zimbabwe), 2017
- Taro Izumi (Japon), 2017
- Dineo Seshee Bopape (Afrique du Sud), 2016
- Héctor Zamora (Mexique), 2016
- Rodrigo Braga (Brésil), 2016
- Martin Soto Climent (Mexique), 2015
- Hannah Bertram (Australie), 2015
- Eduardo Basualdo (Argentine), 2014
- Henrique Oliveira (Brésil), 2013
- Asim Waqif (Inde), 2012
- Fernando Ortega (Mexique), 2012
- Eko Nugroho (Indonésie), 2011
- Adrián Villar Rojas (Argentine), 2011
- İnci Eviner (Turquie), 2010
- Elaine Tedesco (Brésil), 2010

## Publications
- Kevin Rouillard, Le Grand Mur, SAM Art Projects Collection : 17, Édition SAM Art Projects, 2020
- Louis-Cyprien Rials, Au bord de la route de Wakaliga, SAM Art Projects Collection : 16, Édition SAM Art Projects, 2019
- Massinissa Selmani, Ce qui coule n'a pas de fin, SAM Art Projects Collection : 15, Édition SAM Art Projects, 2018
- Mel O'Callaghan, Dangerous on the way, SAM Art Projects Collection : 14, Édition VVZ/L’INSENSE, 2017
- Louidgi Beltrame, El Brujo, SAM Art Projects Collection : 13, Edition VVZ/L’INSENSE, 2016
- Bouchera Khalili, Foreign Office, SAM Art Projects Collection : 12, Edition VVZ/L’INSENSE, 2015
- Angelika Markul, Terre de départ, SAM Art Projects Collection : 11, Edition VVZ/L’INSENSE, 2014
- Henrique Oliveira, Baitogogo, SAM Art Projects Collection : 10,  Edition VVZ/L’INSENSE, 2012
- Ivan Argote, La Estrategia, SAM Art Projects Collection : 9, Edition VVZ/L’INSENSE, 2012
- Asim Waqif, Bordel Monstre, SAM Art Projects Collection : 8, Edition VVZ/L’INSENSE, 2012
- Fernando Ortega, Fuite/Leak, SAM Art Projects Collection : 7, Edition VVZ/L’INSENSE, 2012
- Eko Nugroho, Témoin Hybride, SAM Art Projects Collection : 6, Edition VVZ/L’INSENSE, 2013
- Laurent Pernot, Ruée vers la perdition, SAM Art Projects Collection : 5, Edition VVZ/L’INSENSE, 2011
- Adrian Villar Rojas, Poems for Earthlings, SAM Art Projects Collection : 4, Edition VVZ/L’INSENSE, 2011
- Inci Eviner, Broken Manifestos, SAM Art Projects Collection : 3, Edition VVZ/L’INSENSE, 2011
- Zineb Sedira, Gardiennes d’images, SAM Art Projects Collection : 2, Edition VVZ/L’INSENSE, 2010
- Elaine Tedesco, Observatoire 4SGP, SAM Art Projects Collection : 1, Edition VVZ/L’INSENSE, 2010